# ミルウォーキー
ミルウォーキー（英語: Milwaukee; [mɪlˈwɔːki], 地元では [məˈwɔːki]）は、アメリカ合衆国ウィスコンシン州にある都市。同州最大の都市である。人口は57万7222人（2020年）。ミシガン湖に面している。

## 概要
ミルウォーキーは、機械・印刷・食品・醸造などの工業が盛んである。有名な企業としては、大型二輪車の大手メーカーであるハーレーダビッドソンの本社がある。シカゴに近いが、独自の都市圏を形成している。アメリカの中でも、ウィスコンシン州はミルウォーキーを含めてカトリック派のゲルマン系ドイツ系住民が最も多い。
ウィスコンシン州は小麦の主産地であり、世界規模の小麦の集散地・積出港として有名である。また日本の札幌・ドイツのミュンヘンと並び、世界3大ビール生産地としても有名で、かつて日本のサッポロビールは、ビール造りの盛んな北緯43度線付近の都市として「ミュンヘン・札幌・ミルウォーキー」というキャッチコピーを使用していた。
ミルウォーキーは、日本ではアニメ『あらいぐまラスカル』の舞台の1つとしても知られている。

## 歴史
ミルウォーキーの名はアルゴンキン語族インディアンの言葉で「良い所、土地」を意味する。古くからインディアン部族の交易の場として町が発達していたが、フランス人のジュノーが毛皮取引のために都市を創設し、18世紀当時には全米最大の都市であった。特にプロイセン王国（ドイツ帝国）およびオーストリア帝国（神聖ローマ帝国）の失政続きのため、生活が苦しくなったドイツの人々が、1840年に職を求めて大量に移民したことにより、ドイツ人の伝統職業であるビール工場が発展した。今日でもミラーを始め、世界的に知られるビール醸造の町として知られる。郊外では酪農を営み、チーズを製造する個人経営者も存在する。

## 地理
ミルウォーキーはシカゴからほぼ真北に150キロメートルのミシガン湖の西岸の五大湖工業地帯の西端に位置している。アメリカ合衆国統計局によると、この都市は総面積251.0km2(96.9mi2)である。このうち248.8km2(96.1mi2)が陸地で2.2km2(0.9mi2)が水地域である。総面積の0.88%が水地域となっている。

## 気候
ケッペンの気候区分では亜寒帯湿潤気候（Dfa）に属する。冬季は11月～4月上旬頃までと長く、最低気温は-20°C以下になる日もある。夏季は6月中旬頃～8月までと短く、年によっては最高気温30°C以上の日が続くこともあるものの、全体的には爽やかで涼しい。
| ミルウォーキー（ジェネラル・ミッチェル国際空港）の気候                         | ミルウォーキー（ジェネラル・ミッチェル国際空港）の気候 | ミルウォーキー（ジェネラル・ミッチェル国際空港）の気候 | ミルウォーキー（ジェネラル・ミッチェル国際空港）の気候 | ミルウォーキー（ジェネラル・ミッチェル国際空港）の気候 | ミルウォーキー（ジェネラル・ミッチェル国際空港）の気候 | ミルウォーキー（ジェネラル・ミッチェル国際空港）の気候 | ミルウォーキー（ジェネラル・ミッチェル国際空港）の気候 | ミルウォーキー（ジェネラル・ミッチェル国際空港）の気候 | ミルウォーキー（ジェネラル・ミッチェル国際空港）の気候 | ミルウォーキー（ジェネラル・ミッチェル国際空港）の気候 | ミルウォーキー（ジェネラル・ミッチェル国際空港）の気候 | ミルウォーキー（ジェネラル・ミッチェル国際空港）の気候 | ミルウォーキー（ジェネラル・ミッチェル国際空港）の気候 |
| 月                                                                             | 1月                                                    | 2月                                                    | 3月                                                    | 4月                                                    | 5月                                                    | 6月                                                    | 7月                                                    | 8月                                                    | 9月                                                    | 10月                                                   | 11月                                                   | 12月                                                   | 年                                                     |
| ------------------------------------------------------------------------------ | ------------------------------------------------------ | ------------------------------------------------------ | ------------------------------------------------------ | ------------------------------------------------------ | ------------------------------------------------------ | ------------------------------------------------------ | ------------------------------------------------------ | ------------------------------------------------------ | ------------------------------------------------------ | ------------------------------------------------------ | ------------------------------------------------------ | ------------------------------------------------------ | ------------------------------------------------------ |
| 最高気温記録 °C （°F）                                                         | 19 (66)                                                | 20 (68)                                                | 28 (82)                                                | 33 (91)                                                | 34 (94)                                                | 40 (104)                                               | 41 (105)                                               | 39 (103)                                               | 37 (99)                                                | 32 (89)                                                | 25 (77)                                                | 20 (68)                                                | 41 (105)                                               |
| 平均最高気温 °C （°F）                                                         | −1.7 (28.9)                                            | 0.3 (32.5)                                             | 5.8 (42.4)                                             | 12.1 (53.8)                                            | 18.3 (64.9)                                            | 24.1 (75.3)                                            | 26.7 (80.1)                                            | 25.8 (78.5)                                            | 21.8 (71.3)                                            | 15.2 (59.3)                                            | 7.8 (46.0)                                             | 0.4 (32.8)                                             | 13.1 (55.5)                                            |
| 平均最低気温 °C （°F）                                                         | −9.1 (15.6)                                            | −7.1 (19.3)                                            | −2.4 (27.7)                                            | 2.9 (37.3)                                             | 8.1 (46.5)                                             | 13.9 (57.1)                                            | 17.5 (63.5)                                            | 17.2 (63.0)                                            | 12.7 (54.9)                                            | 6.2 (43.2)                                             | 0 (32.0)                                               | −6.6 (20.1)                                            | 4.4 (40.0)                                             |
| 最低気温記録 °C （°F）                                                         | −32 (−26)                                              | −32 (−26)                                              | −23 (−10)                                              | −11 (12)                                               | −4 (24)                                                | 1 (33)                                                 | 4 (40)                                                 | 6 (42)                                                 | −2 (28)                                                | −8 (18)                                                | −26 (−14)                                              | −30 (−22)                                              | −32 (−26)                                              |
| 降水量 mm （inch）                                                             | 44.7 (1.76)                                            | 41.9 (1.65)                                            | 57.7 (2.27)                                            | 90.4 (3.56)                                            | 86.4 (3.40)                                            | 99.1 (3.90)                                            | 93.2 (3.67)                                            | 100.8 (3.97)                                           | 80.8 (3.18)                                            | 67.3 (2.65)                                            | 68.8 (2.71)                                            | 51.8 (2.04)                                            | 882.9 (34.76)                                          |
| 降雪量 cm （inch）                                                             | 38.9 (15.3)                                            | 28.4 (11.2)                                            | 18.5 (7.3)                                             | 5.1 (2.0)                                              | 0.3 (0.1)                                              | 0 (0)                                                  | 0 (0)                                                  | 0 (0)                                                  | 0 (0)                                                  | 0.8 (0.3)                                              | 6.1 (2.4)                                              | 28.7 (11.3)                                            | 126.7 (49.9)                                           |
| 平均降水日数 （≥0.01 in）                                                      | 11.4                                                   | 9.7                                                    | 11.4                                                   | 12.1                                                   | 11.4                                                   | 10.4                                                   | 9.8                                                    | 9.5                                                    | 8.8                                                    | 10.0                                                   | 11.3                                                   | 10.9                                                   | 126.7                                                  |
| 平均降雪日数 （≥0.1 in）                                                       | 9.8                                                    | 7.5                                                    | 1.6                                                    | 0.4                                                    | 0                                                      | 0                                                      | 0                                                      | 0                                                      | 0                                                      | 0.3                                                    | 2.5                                                    | 7.8                                                    | 29.9                                                   |
| 日照率                                                                         | 44                                                     | 47                                                     | 50                                                     | 53                                                     | 60                                                     | 65                                                     | 69                                                     | 66                                                     | 59                                                     | 54                                                     | 39                                                     | 38                                                     | 54                                                     |
| 出典1：NOAANational Weather Service - Extremes                                 |                                                        |                                                        |                                                        |                                                        |                                                        |                                                        |                                                        |                                                        |                                                        |                                                        |                                                        |                                                        |                                                        |
| 出典2：NOAANCDC 1981–2010 Climate NormalsAverage Percent Sunshine through 2009 |                                                        |                                                        |                                                        |                                                        |                                                        |                                                        |                                                        |                                                        |                                                        |                                                        |                                                        |                                                        |                                                        |

## 人口動勢
| ミルウォーキー市 年代別人口                                                                                      |
| 1850年 - 20,061人 1900年 - 285,315人 1950年 - 637,392人 2000年 - 596,974人 2010年 - 594,833人 2020年 - 577,222人 |

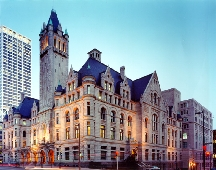
連邦ビル

2000年国勢調査で、ミルウォーキーの人口は596,974人、232,188世帯および135,133家族が暮らしている。人口密度は2,399.5/km2(6,214.3/mi2)である。1,001.7/km2(2,594.4/mi2)の平均的な密度に249,225軒の住宅が建っている。この都市の人種的な構成は白人49.98%、アフリカン・アメリカン37.34%、インディアン0.87%、アジア2.94%、太平洋諸島系0.05%、その他の人種6.10%および混血2.71%である。人口の12.00%はヒスパニックまたはラテン系である。
ミルウォーキー市内の住民は28.6%が18歳未満の未成年、18歳以上24歳以下が12.2%、25歳以上44歳以下が30.2%、45歳以上64歳以下が18.1%および65歳以上が10.9%にわたっている。中央値年齢は31歳である。女性100人ごとに対して男性は91.6人である。18歳以上の女性100人ごとに対して男性は87.2人である。
ミルウォーキーの世帯ごとの平均的な収入は32,216米ドルであり、家族ごとの平均的な収入は37,879米ドルである。男性は32,244米ドルに対して女性は26,013米ドルの平均的な収入がある。この都市の一人当たりの収入（per capita income）は16,181米ドルである。人口の21.3%および家族の17.4%は貧困線以下である。全人口のうち18歳未満の31.6%および65歳以上の11.0%は貧困線以下の生活を送っている。

## スポーツ
ミルウォーキーは多数のプロフェッショナル・スポーツチームを含めた本拠地でもある。
- ミルウォーキー・ブルワーズ（野球、MLB） - 2001年開場のアメリカンファミリー・フィールドが本拠地
- ミルウォーキー・バックス（バスケットボール、NBA） - 2018年開場のファイサーブ・フォーラムが本拠地
- ミルウォーキー・アドミラルズ（アイスホッケー、AHL） - ファイサーブ・フォーラムが本拠地
- ミルウォーキー・ウェーブ（インドアサッカー、MISL） - USセルラー・アリーナが本拠地

また、同じウィスコンシン州に本拠地を持つNFLチーム、グリーンベイ・パッカーズ（本拠地はグリーンベイ）のファンもかなり多く、1933年から1994年まで準フランチャイズとして試合が行われていたこともある。

## 文化

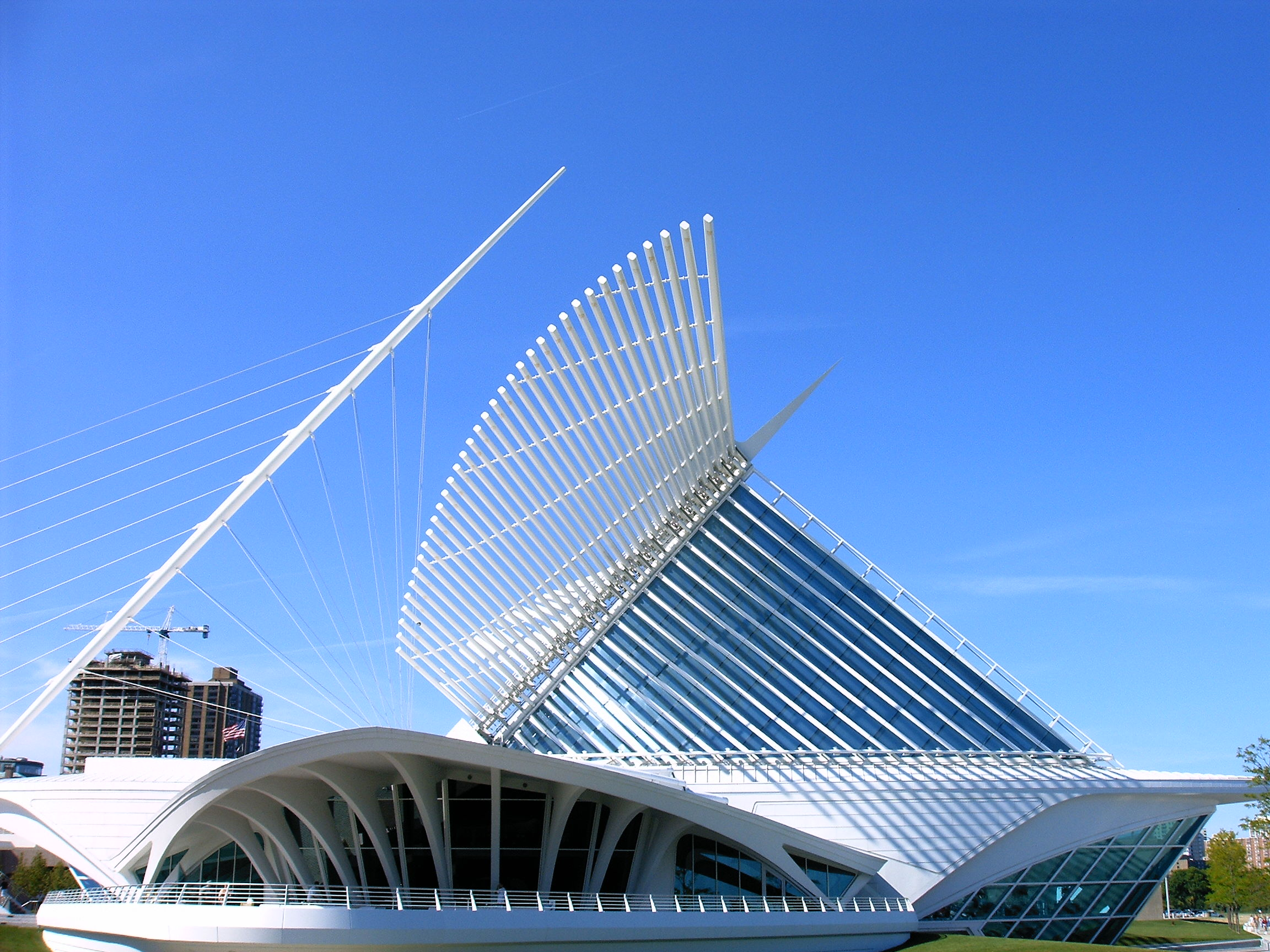
ミルウォーキー美術館

ミルウォーキー美術館は、屋根が72個のスチールの羽根で構成され、飛び立つ鳥のように見える斬新なデザインで知られる。この斬新なデザインは、スペイン人建築家サンティアゴ・カラトラバによって設計された。
またオーケストラ、オペラなど文化活動が盛んである。

## 教育
- ウィスコンシン大学ミルウォーキー校
- ウィスコンシン医科大学

## 交通

### 空港
郊外にジェネラル・ミッチェル国際空港を擁するが、日本からの直航便はない。成田国際空港などからシカゴ・オヘア国際空港、デトロイト・メトロポリタン・ウェイン・カウンティ空港、ミネアポリス・セントポール国際空港などの各国際空港で乗り継ぎとなる。

### 鉄道

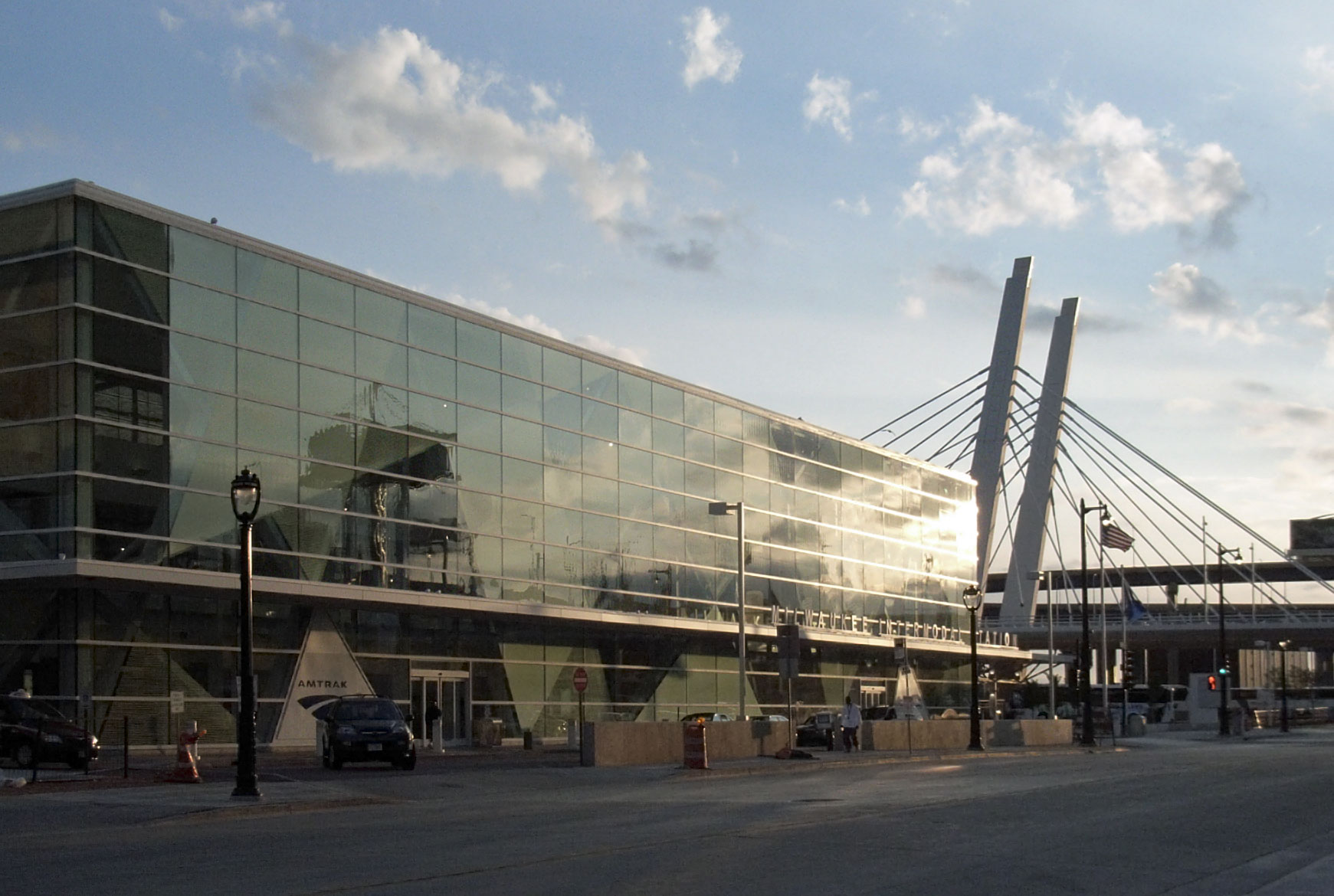
ミルウォーキー駅

アムトラックのミルウォーキー駅はウエスト・セント・ポール・アヴェニュー433にある。ミルウォーキー駅はシカゴ・ユニオン駅とミルウォーキー間を結ぶ昼行短距離列車ハイアワサ・サービスの北の起点であり、1日7往復発着するほか、シカゴとシアトル・オレゴン州ポートランドとを結ぶ長距離夜行列車のエンパイア・ビルダー号も1日1往復停車する。また、郊外にあるジェネラル・ミッチェル国際空港近隣のサウス6通り5601にミルウォーキー空港鉄道駅があり、同じくハイアワサ・サービスが1日7往復停車する。

### 市内交通
2018年、路面電車が開業した。

### 道路
ミルウォーキーはシカゴから自動車で2時間弱の距離である。グレイハウンド、Coach USA（Megabus、Wisconsin Coach Lines）などの都市間バスがある。州都マディソンからも航空路線や都市間バスで行き来できる。

## 姉妹都市
ミルウォーキーはSister Cities International,Inc.（SCI）によって指定された8の姉妹都市を有している。
- ゴールウェイ（アイルランド共和国）
- ミュルーズ（フランス共和国）
- ヌエビタス（キューバ共和国）
- オムスク（ロシア連邦）
- パルマ（イタリア共和国）
- クイーンズタウン（南アフリカ共和国）
- シュヴェリーン（ドイツ連邦共和国）
- ティカンテペ（ニカラグア共和国）